# 나의 X같은 스무살
《나의 X같은 스무살》 는 2023년 4월 21일 ~ 2023년 5월 26일 방영한 웹드라마이다.

## 줄거리(로그라인)
평생 스무 살로 살아야 하는 저주에 걸린 인물이 운명을 바꾸기 위해 실마리를 품은 리조트에 잠입해 벌어지는 에피소드를 담은 로맨스 판타지물.

## 장인물

### 배우/배역
- 유주 - 강소원
- 정수빈 - 민강현
- 다원 - 조상욱
- 루다 - 배누리